# Versheid (cryptografie)
Het principe van versheid houdt in dat de ontvanger een bericht kan controleren op recentheid. Dit zorgt ervoor dat een aanvaller geen herhalingsaanval kan uitvoeren. 
Redundantie en versheid vormen samen de basisprincipes achter de cryptografie. Hoewel cryptografische systemen veel verschillende principes kennen, zijn deze twee vrijwel altijd terug te vinden.

## Herhalingsaanval
Bij een herhalingsaanval worden geëncrypteerde gegevens door een onbevoegde gebruiker (Trudy) opgeslagen, om later nogmaals verstuurd te worden. Trudy kan bijvoorbeeld berichten van een bevoegde gebruiker (Alice) aftappen terwijl deze aan het inloggen is in een systeem. Door deze gegevens later nogmaals naar het systeem te versturen (replaying) kan Trudy toegang krijgen, terwijl ze daar geen bevoegdheid voor heeft.
Anderzijds kan een bedrijf orders aftappen van zijn concurrent, en deze later in veelvoud opnieuw sturen, waardoor de concurrent te maken krijgt met veel valse orders.

## Implementatie
Er zijn verschillende methodes om een herhalingsaanval te voorkomen. Door een nonce toe te voegen aan het bericht kan de ontvanger eenvoudig verifiëren of het bericht nieuw is. Oude berichten kunnen er zo eenvoudig worden genegeerd. Ook kan de verzender een timestamp toevoegen aan het bericht, waardoor eenvoudig gekeken kan worden hoe oud een bericht is. Oude berichten kunnen weer eenvoudig worden genegeerd.